# فراموش‌شده (فیلم ۱۹۳۳)
فراموش شده (انگلیسی: Forgotten) یک فیلم سینمایی آمریکایی محصول سال ۱۹۳۳ میلادی به کارگردانی ریچارد تورپ است.

## بازیگران
- لی کولمار در نقش پاپا اشتراوس
- جون کلاید به عنوان لنا استراوس
- ویلیام کالی‌یر به عنوان جوزف مایرز
- لیون امس به عنوان لویی استراوس
- سلمر جکسون نقش هانس استراوس
- ناتالی مورهد به عنوان میرتل اشتراوس
- ناتالی کینگزتون به عنوان می استراوس
- اوتو لدرر به عنوان عمو آدولف
- تام ریکتس به عنوان آقای جانسون